# ۱۱-کتوتستوسترون
۱۱-کتوتستوسترون (به انگلیسی: 11-Ketotestosterone) با فرمول شیمیایی C۱۹H۲۶O۳ یک ترکیب شیمیایی با شناسه پاب‌کم ۱۰۴۷۹۶ است. که جرم مولی آن ۳۰۲٫۴۰۷۹۴ g/mol می‌باشد. 